# S.T.O.R.M.
S.T.O.R.M., inicials de "Siempre Triunfantes, Óptimo Rendimiento Motor", fou una marca catalana d'automòbils, fabricats per l'empresa Garaje Storm a Barcelona entre 1924 i 1925 (S.T.O.R.M. s'ha escrit sovint Storm a causa de l'analogia amb el mot anglès per "tempesta").
Fundada per Josep Boniquet i Riera, l'antic propietari de JBR, l'empresa fabricà un únic model en versions Torpede i Competició: el 6/8 HP (bàsicament una revisió millorada de l'anterior autocicle JBR), amb motor tetracilíndric Ruby de 969 cc.